# Louis Comfort Tiffany (Sorolla)
Louis Comfort Tiffany es una pintura al óleo sobre lienzo realizada por Joaquín Sorolla que representa al artista estadounidense Louis Comfort Tiffany. La pintura ejecutada en 1911 se exhibe en la Hispanic Society of America en Nueva York.

## Historia
Sorolla viajó a los Estados Unidos en 1905 y 1909 para realizar dos exposiciones que le valieron un triunfo. Louis Tiffany parece haber elegido a su pintor durante la segunda exposición, en 1909, pero no fue hasta que Sorolla regresó de nuevo a los Estados Unidos que pudo atender su petición. Fue en 1911, durante un viaje por un encargo de la Hispanic Society of America, que volvió a América y pintó este cuadro en los jardines de propiedad de su modelo.
Durante años, el cuadro se exhibió a unos pasos del jardín donde se pintó, Laurelton Hall, antes que la familia Tiffany hiciera donación a la Hispanic Society. Este es uno de los más espectaculares de los 54 retratos pintados por Sorolla en los Estados Unidos.